# Rhodopis vesper
Rhodopis vesper е вид птица от семейство Колиброви (Trochilidae), единствен представител на род Rhodopis.

## Разпространение
Видът е разпространен в Перу и Чили.